# جولین ندا
جولین ندا (انگلیسی: Julien N'Da؛ زادهٔ ۱۵ اوت ۱۹۸۵) بازیکن فوتبال اهل ساحل عاج است.
از باشگاه‌هایی که در آن بازی کرده‌است می‌توان به باشگاه فوتبال آکرینگتون استنلی اشاره کرد.